# Carl-Frederik Bévort
Carl-Frederik Bévort (ur. 24 listopada 2003 w Kopenhadze) – duński kolarz szosowy i torowy.

## Osiągnięcia

### Kolarstwo szosowe
Opracowano na podstawie:
2020
- 2. miejsce w mistrzostwach Danii juniorów (jazda indywidualna na czas)

2021
- 1. miejsce w mistrzostwach Danii juniorów (jazda indywidualna na czas)
- 1. miejsce w mistrzostwach Danii juniorów (start wspólny)

2022
- 3. miejsce w mistrzostwach Danii do lat 23 (start wspólny)

2023
- 1. miejsce w Fyen Rundt
- 1. miejsce w mistrzostwach Danii do lat 23 (jazda indywidualna na czas)
- 2. miejsce w mistrzostwach Europy do lat 23 (jazda indywidualna na czas)

### Kolarstwo torowe
Opracowano na podstawie:
2020
- 2. miejsce w mistrzostwach Europy juniorów (wyścig indywidualny na dochodzenie)

2021
- 1. miejsce w mistrzostwach Europy (wyścig drużynowy na dochodzenie)

2022
- 2. miejsce w mistrzostwach Europy (wyścig drużynowy na dochodzenie)

## Rankingi

### Kolarstwo szosowe
| Rok             | 2022 | 2023 | 2024  |
| --------------- | ---- | ---- | ----- |
| World Ranking   | 631. | 664. | 1018. |
| UCI Europe Tour | 489. | -    | -     |
|                 |      |      |       |
| Źródło: UCI     |      |      |       |